# Морозов, Иван Данилович
Иван Данилович Морозов (27 сентября 1897, дер. Яковичи, Пружанский уезд, Гродненская губерния — 15 августа 1946, Кемерово) — советский военачальник, генерал-майор (16 октября 1943).

## Начальная биография
Иван Данилович Морозов родился 27 сентября 1897 года в деревне Яковичи Пружанского уезда Гродненской губернии.
Работал шахтёром на Веровском руднике в Екатеринославской губернии.

## Военная служба

### Первая мировая и гражданская войны
В мае 1916 года призван в ряды Русской императорской армии, после чего служил в крепости Очаков рядовым и писарем во 2-й батарее крепостной артиллерии. После демобилизации с апреля 1918 года работал землекопом в конторе водопровода и канализации в Екатеринославе.
В феврале 1919 года призван в ряды РККА, после чего служил в составе 6-го легко-артиллерийского дивизиона (Западная стрелковая дивизия). В апреле того же года направлен на учёбу на Минские пехотные командные курсы, которые вскоре были передислоцированы в Смоленск. После окончания курсов в январе 1920 года назначен на должность командира взвода в составе 67-го стрелкового полка (8-я стрелковая дивизия, 16-я армия), после чего во время советско-польской войны принимал участие в боевых действиях на Западном фронте. 21 мая Морозов в районе г. Игумен попал в плен, однако уже 18 июня бежал и вскоре вернулся к своим, после чего служил на должностях командира взвода и помощника командира взвода в составе 242-го стрелкового полка (27-я стрелковая дивизия).

### Межвоенное время
В июле 1922 года 242-й стрелковый полк передислоцирован в Саратов, где был преобразован в 95-й и включён в состав 32-й стрелковой дивизии. В составе полка И. Д. Морозов после окончания в том же году повторных курсов комсостава в Самаре служил на должностях командира взвода, помощника командира и командира роты.
В 1926 году выдержал испытание экстерном за курс нормальной военной школы в Казани.
В январе 1928 года назначен на должность заведующего военным кабинетом Саратовского коммунистического университета, в мае 1930 года — на должность командира батальона и начальника штаба 96-го стрелкового полка (32-я стрелковая дивизия), в январе 1934 года — на должность начальника штаба 2-го стрелкового полка (1-я Казанская стрелковая дивизия), а в феврале 1935 года — на должность для особо важных поручений при командующем войсками Приволжского военного округа.
С февраля 1936 года И. Д. Морозов служил начальником штаба 210-го стрелкового полка (70-я стрелковая дивизия), с июля — командиром этого же полка, с ноября 1937 года — помощником командира 216-го стрелкового полка (72-я стрелковая дивизия, Киевский военный округ), дислоцированного в Виннице, а с мая 1938 года — начальником Киевских курсов усовершенствования командного состава запаса.

### Великая Отечественная война
Полковник Морозов 12 июля 1941 года назначен на должность начальника Рубцовского пехотного училища, а 2 ноября — на должность командира 384-й стрелковой дивизии, дислоцированной в г. Ишим (Тюменская область) и с 10 ноября начавшей передислокацию в г. Вытегра (Вологодская область). С февраля 1942 года дивизия под командованием Морозова в составе 11-й армии принимала участие в ходе Демянской наступательной операции, с апреля вела боевые действия в районе Гридино, Редцы, р. Ловать, а с августа — в районе Васильевщина против демянской группировки противника. В ноябре 1942 года был тяжело ранен, после чего лечился в госпитале.
После выздоровления 11 августа 1943 года назначен на должность начальника Кемеровского военно-пехотного училища.

### Послевоенная карьера
После окончания войны находился на прежней должности.
В июле 1946 года вышел в отставку по состоянию здоровья. 15 августа того же года умер во время операции.

## Награды
- Орден Ленина (21.02.1945);
- Два ордена Красного Знамени (14.02.1943, 03.11.1944);
- Юбилейная медаль «XX лет Рабоче-Крестьянской Красной Армии».